# 전종덕
전종덕(全鐘德, 1971년 11월 29일~)은 대한민국의 정치인이다. 제22대 국회의원이다.

## 학력
- 손불서국민학교 졸업
- 손불중학교 졸업
- 광주여자고등학교 졸업
- 조선대학교 간호학 학사
- 조선대학교 보건대학원 보건학 석사

## 경력
- 강진의료원 간호사
- 강진의료원 노동조합 위원장
- 2002년 6월 13일: 제3회 전국동시지방선거 당선(민선 3기, 전라남도의회 의원, 비례대표, 민주노동당, 초선)
- 2002년 7월 1일~2006년 6월 30일: 제7대 전라남도의회 의원(비례대표, 민주노동당, 초선)
- 전국보건의료산업노동조합 광주전남본부장
- 의료민영화저지를 위한 범국민운동본부 광주전남공동대표
- 통합진보당 전라남도당 화순군 위원회 위원장
- 민주노동당 전라남도당 부위원장/ 중앙위원
- 보건의료노조 광주전남본부 부본부장
- 제13대 전국민주노동조합총연맹 사무총장
- 2024년 4월 10일 대한민국 제22대 국회의원 선거 당선(비례대표, 더불어민주연합, 초선)
- 2024년 5월~: 진보당 원내부대표

### 의정 활동
- 2024년 5월 30일~: 제22대 국회의원 (비례대표, 진보당, 초선)[A]
  - 2024년 6월~: 제22대 국회 전반기 농림축산식품해양수산위원회 위원
  - 2025년 3월~: 제22대 국회 연금개혁 특별위원회 위원
  - 2025년 6월~: 제22대 국회 전반기 예산결산특별위원회 위원

## 역대 선거 결과
|  | 14.99% |

|  | 23.69% |

|  | 15.37% |

|  | 0% |

|  | 31.46% |

|  | 0.61% |

|  | 26.69% |

## 소속 정당
| 소속 정당 | 소속 정당      | 소속 기간 | 비고           |
| --------- | -------------- | --------- | -------------- |
|           | 건설국민승리21 | 1997~1999 | 창당 정계 입문 |
|           | 무소속         | 1999~2000 | 정당 해산      |
|           | 민주노동당     | 2000~2011 | 창당           |
|           | 통합진보당     | 2011~2014 | 합당           |
|           | 무소속         | 2014~2016 | 정당 해산      |
|           | 민중정치연합   | 2016      | 창당준비위원회 |
|           | 민중연합당     | 2016~2017 | 창당           |
|           | 민중당         | 2017~2020 | 합당           |
|           | 진보당         | 2020~2024 | 당명 변경      |
|           | 무소속         | 2024      | 탈당           |
|           | 더불어민주연합 | 2024      | 입당           |
|           | 무소속         | 2024      | 제명           |
|           | 진보당         | 2024~현재 | 복당           |

## 같이 보기
- 대한민국 제22대 국회의원 선거 더불어민주연합 후보 목록#비례대표